# Campeonato Ecuatoriano de Fútbol Serie B 1990
El Campeonato Ecuatoriano de Fútbol Serie B 1990, conocido oficialmente como «Campeonato Nacional de Fútbol Serie B 1990», fue la 23.ª y 24.ª edición del Campeonato nacional de fútbol profesional en Ecuador si se cuentan como torneos cortos y 13.ª en años. El torneo fue organizado por la Federación Ecuatoriana de Fútbol y contó con la participación de ocho clubes de fútbol. En este torneo tuvo su continuidad del cuadro de la Universidad Católica intentaba por segunda vez consecutiva regresar a la Serie A del Fútbol Ecuatoriano tras el descenso y retiro definitivo de la misma categoría en difusión definitiva ocurrido en 1988 que en su segundo año consecutivo en la Serie B logró el ascenso a mitad de año para jugar en la Segunda etapa del Campeonato Ecuatoriano de Fútbol 1990 y el Juvenil fue el segundo conjunto de Esmeraldas en ser campeón en la 2.ª etapa y logró el ascenso para jugar en el Campeonato Ecuatoriano de Fútbol 1991.
La Universidad Católica obtuvo su primer título de la Serie B en la Primera etapa, mientras que el cuadro del Juvenil obtuvo por 1.ª vez el título de la Serie B en la Segunda etapa.

## Sistema de juego
El Campeonato Ecuatoriano de la Serie B 1990 se jugó de la siguiente manera.
Primera etapa
Se jugó un total de 14 Fechas en encuentros de ida y vuelta, el mejor equipo que logre la mayoría de puntos y termine en el 1.er lugar sería reconocido como campeón de la primera etapa de la Serie B y le daría el acceso a participar en la 2.ª etapa del Campeonato Ecuatoriano de Fútbol 1991.
Segunda etapa
Se jugó con la misma cantidad de equipos que en la 1.ª etapa, así mismo el equipo con mayor cantidad de puntos se convertiría en el campeón de la segunda etapa de la Serie B y jugaría en el Campeonato Ecuatoriano de Fútbol 1991, en el caso del descenso sería de la siguiente manera; se jugaría un triangular el cual definiría a los 2 equipos que desciendan a la Segunda Categoría de los cuales lo jugarían el último de la Primera etapa el cual estaría penalizado con un -1 punto, pero si dicho equipo lograría ser campeón en la 2.ª etapa sería el equipo de menor puntaje en dicho torneo y los dos equipos de peor puntaje en la tabla acumulada en encuentros de ida y vuelta y los que desciendan sería los 2 equipos de menor puntaje.
Triangular del No Descenso
En este triangular tomaron parte los 3 equipos que en ambas etapas terminarían en los 2 últimos puestos además tenían puntos de penalización, se jugó un total de 6 fechas en partidos de ida y vuelta, los 2 equipos con puntaje negativo descenderían para la siguiente temporada en la Segunda Categoría.

## Primera etapa

### Relevo semestral de clubes
| Pos. | de la Segunda etapa de la Serie A |
| ---- | --------------------------------- |
| 1º   | Liga de Portoviejo                |

| Pos. | de la Segunda etapa de la Serie B |
| ---- | --------------------------------- |
| 1º   | Juventus                          |

| Pos. | de la Serie B        |
| ---- | -------------------- |
| 1º   | Liga de Cuenca       |
| 2º   | Esmeraldas Petrolero |

| Pos. | de la Segunda Categoría |
| ---- | ----------------------- |
| 1º   | Juvenil                 |
| 2º   | Liga de Loja            |

### Equipos participantes
| Equipo                 | Ciudad                                                                    | Provincia  |
| ---------------------- | ------------------------------------------------------------------------- | ---------- |
| Audaz Octubrino        | Machala                                                                   | El Oro     |
| Calvi                  | Guayaquil                                                                 | Guayas     |
| Deportivo Quevedo      | Quevedo                                                                   | Los Ríos   |
| Juvenil                | [[Archivo:\|20x20px\|border\|Bandera de Esmeraldas (Ecuador)]] Esmeraldas | Esmeraldas |
| Liga de Loja           | [[Archivo:\|20x20px\|border\|Bandera de Loja (Ecuador)]] Loja             | Loja       |
| Liga de Portoviejo     | Portoviejo                                                                | Manabí     |
| River Plate (Riobamba) | Riobamba                                                                  | Chimborazo |
| Universidad Católica   | Quito                                                                     | Pichincha  |

### Equipos por ubicación geográfica
| Provincia  | N.º | Equipos                  |
| ---------- | --- | ------------------------ |
| Chimborazo | 1   | - River Plate (Riobamba) |
| El Oro     | 1   | - Audaz Octubrino        |
| Esmeraldas | 1   | - Juvenil                |
| Guayas     | 1   | - Calvi                  |
| Loja       | 1   | - Liga de Loja           |
| Los Ríos   | 1   | - Deportivo Quevedo      |
| Manabí     | 1   | - Liga de Portoviejo     |
| Pichincha  | 1   | - Universidad Católica   |

| Liga de Portoviejo Audaz Octubrino Calvi Deportivo Quevedo Juvenil Universidad Católica River Plate (Riobamba) Liga de Loja |

### Partidos y resultados
| Fecha 1         | Fecha 1   | Fecha 1              |
| Equipo Local    | Resultado | Equipo Visitante     |
| --------------- | --------- | -------------------- |
| Calvi           | 1 - 1     | Audaz Octubrino      |
| Juvenil         | 2 - 2     | Universidad Católica |
| Liga de Loja    | 0 - 0     | Liga de Portoviejo   |
| River Plate (R) | 1 - 0     | Deportivo Quevedo    |

| Fecha 2              | Fecha 2   | Fecha 2          |
| Equipo Local         | Resultado | Equipo Visitante |
| -------------------- | --------- | ---------------- |
| Deportivo Quevedo    | 1 - 0     | Calvi            |
| Audaz Octubrino      | 2 - 0     | Liga de Loja     |
| Liga de Portoviejo   | 2 - 0     | JUvenil          |
| Universidad Católica | 2 - 0     | River Plate (R)  |

| Fecha 3         | Fecha 3   | Fecha 3              |
| Equipo Local    | Resultado | Equipo Visitante     |
| --------------- | --------- | -------------------- |
| Calvi           | 0 - 0     | Liga de Portoviejo   |
| Audaz Octubrino | 4 - 0     | River Plate (R)      |
| Juvenil         | 1 - 0     | Deportivo Quevedo    |
| Liga de Loja    | 0 - 3     | Universidad Católica |

| Fecha 4              | Fecha 4   | Fecha 4           |
| Equipo Local         | Resultado | Equipo Visitante  |
| -------------------- | --------- | ----------------- |
| Liga de Portoviejo   | 1 - 0     | Audaz octubrino   |
| Liga de Loja         | 1 - 0     | Calvi             |
| River Plate (R)      | 4 - 0     | Juvenil           |
| Universidad Católica | 5 - 0     | Deportivo Quevedo |

| Fecha 5           | Fecha 5   | Fecha 5              |
| Equipo Local      | Resultado | Equipo Visitante     |
| ----------------- | --------- | -------------------- |
| Calvi             | 0 - 1     | Universidad Católica |
| Deportivo Quevedo | 0 - 0     | Liga de Loja         |
| Juvenil           | 1 - 0     | Audaz Octubrino      |
| River Plate (R)   | 1 - 0     | Liga de Portoviejo   |

| Fecha 6            | Fecha 6   | Fecha 6              |
| Equipo Local       | Resultado | Equipo Visitante     |
| ------------------ | --------- | -------------------- |
| Calvi              | 1 - 0     | River Plate (R)      |
| Audaz Octubrino    | 2 - 0     | Deportivo Quevedo    |
| Liga de Portoviejo | 1 - 0     | Universidad Católica |
| Liga de Loja       | 1 - 0     | Juvenil              |

| Fecha 7              | Fecha 7   | Fecha 7            |
| Equipo Local         | Resultado | Equipo Visitante   |
| -------------------- | --------- | ------------------ |
| Deportivo Quevedo    | 3 - 1     | Liga de Portoviejo |
| Juvenil              | 1 - 1     | Calvi              |
| River Plate (R)      | 1 - 1     | Liga de Loja       |
| Universidad Católica | 1 - 1     | Audaz Octubrino    |

| Fecha 8              | Fecha 8   | Fecha 8          |
| Equipo Local         | Resultado | Equipo Visitante |
| -------------------- | --------- | ---------------- |
| Audaz Octubrino      | 1 - 1     | Calvi            |
| Deportivo Quevedo    | 1 - 1     | River Plate (R)  |
| Liga de Portoviejo   | 1 - 0     | Liga de Loja     |
| Universidad Católica | 5 - 0     | Juvenil          |

| Fecha 9         | Fecha 9   | Fecha 9              |
| Equipo Local    | Resultado | Equipo Visitante     |
| --------------- | --------- | -------------------- |
| Calvi           | 1 - 1     | Deportivo Quevedo    |
| Juvenil         | 1 - 2     | Liga de Portoviejo   |
| Liga de Loja    | 2 - 2     | Audaz Octubrino      |
| River Plate (R) | 2 - 1     | Universidad Católica |

| Fecha 10             | Fecha 10  | Fecha 10         |
| Equipo Local         | Resultado | Equipo Visitante |
| -------------------- | --------- | ---------------- |
| Deportivo Quevedo    | 3 - 0     | Juvenil          |
| Liga de Portoviejo   | 2 - 1     | Calvi            |
| River Plate (R)      | 3 - 0     | Audaz Octubrino  |
| Universidad Católica | 4 - 0     | Liga de Loja     |

| Fecha 11          | Fecha 11  | Fecha 11             |
| Equipo Local      | Resultado | Equipo Visitante     |
| ----------------- | --------- | -------------------- |
| Calvi             | 1 - 0     | Liga de Loja         |
| Audaz Octubrino   | 0 - 0     | Liga de Portoviejo   |
| Deportivo Quevedo | 0 - 1     | Universidad Católica |
| Juvenil           | 2 - 0     | River Plate (R)      |

| Fecha 12             | Fecha 12  | Fecha 12          |
| Equipo Local         | Resultado | Equipo Visitante  |
| -------------------- | --------- | ----------------- |
| Audaz Octubrino      | 1 - 1     | Juvenil           |
| Liga de Portoviejo   | 2 - 1     | River Plate (R)   |
| Liga de Loja         | 1 - 1     | Deportivo Quevedo |
| Universidad Católica | 4 - 1     | Calvi             |

| Fecha 13             | Fecha 13  | Fecha 13           |
| Equipo Local         | Resultado | Equipo Visitante   |
| -------------------- | --------- | ------------------ |
| Deportivo Quevedo    | 2 - 1     | Audaz Octubrino    |
| Juvenil              | 2 - 2     | Liga de Loja       |
| River Plate (R)      | 2 - 2     | Calvi              |
| Universidad Católica | 2 - 0     | Liga de Portoviejo |

| Fecha 14           | Fecha 14  | Fecha 14             |
| Equipo Local       | Resultado | Equipo Visitante     |
| ------------------ | --------- | -------------------- |
| Calvi              | 0 - 0     | Juvenil              |
| Audaz Octubrino    | 0 - 0     | Universidad Católica |
| Liga de Portoviejo | 1 - 0     | Deportivo Quevedo    |
| Liga de Loja       | 3 - 0     | River Plate (R)      |

### Tabla de posiciones
|  |  |    | Equipo                 | PJ | PG | PE | PP | GF | GC | DG  | PTS |
|  |  | -- | ---------------------- | -- | -- | -- | -- | -- | -- | --- | --- |
|  |  | 1. | Universidad Católica   | 14 | 9  | 3  | 2  | 31 | 7  | +26 | 21  |
|  |  | 2. | Liga de Portoviejo     | 14 | 8  | 3  | 3  | 13 | 9  | +4  | 19  |
|  |  | 3. | Audaz Octubrino        | 14 | 3  | 7  | 4  | 15 | 13 | +2  | 13  |
|  |  | 4. | River Plate (Riobamba) | 14 | 5  | 3  | 6  | 16 | 19 | -3  | 13  |
|  |  | 5. | Deportivo Quevedo      | 14 | 4  | 4  | 6  | 12 | 16 | -4  | 12  |
|  |  | 6. | Liga de Loja           | 14 | 3  | 6  | 5  | 11 | 17 | -6  | 12  |
|  |  | 7. | Calvi                  | 14 | 2  | 7  | 5  | 10 | 15 | -5  | 11  |
|  |  | 8. | Juvenil                | 14 | 3  | 5  | 6  | 11 | 13 | -12 | 11  |

PJ = Partidos jugados; PG = Partidos ganados; PE = Partidos empatados; PP = Partidos perdidos; GF = Goles a favor; GC = Goles en contra; DG = Diferencia de gol; PTS = Puntos
|  | Campeón, ascendió a la Segunda etapa de la Serie A 1990. |

### Campeón
| |
| Club Deportivo de la Universidad Católica 1.er título Ascendió a la Segunda etapa de la Serie A 1990 |

## Segunda etapa

### Relevo semestral de clubes
| Pos. | de la Primera etapa de la Serie A |
| ---- | --------------------------------- |
| 12º  | Juventus                          |

| Pos. | de la Primera etapa de la Serie B |
| ---- | --------------------------------- |
| 1º   | Universidad Católica              |

### Equipos participantes
| Equipo                 | Ciudad                                                                    | Provincia  |
| ---------------------- | ------------------------------------------------------------------------- | ---------- |
| Audaz Octubrino        | Machala                                                                   | El Oro     |
| Calvi                  | Guayaquil                                                                 | Guayas     |
| Deportivo Quevedo      | Quevedo                                                                   | Los Ríos   |
| Juvenil                | [[Archivo:\|20x20px\|border\|Bandera de Esmeraldas (Ecuador)]] Esmeraldas | Esmeraldas |
| Juventus               | [[Archivo:\|20x20px\|border\|Bandera de Esmeraldas (Ecuador)]] Esmeraldas | Esmeraldas |
| Liga de Loja           | [[Archivo:\|20x20px\|border\|Bandera de Loja (Ecuador)]] Loja             | Loja       |
| Liga de Portoviejo     | Portoviejo                                                                | Manabí     |
| River Plate (Riobamba) | Riobamba                                                                  | Chimborazo |

### Equipos por ubicación geográfica
| Provincia  | N.º | Equipos                  |
| ---------- | --- | ------------------------ |
| Esmeraldas | 2   | - Juvenil - Juventus     |
| Chimborazo | 1   | - River Plate (Riobamba) |
| El Oro     | 1   | - Audaz Octubrino        |
| Guayas     | 1   | - Calvi                  |
| Loja       | 1   | - Liga de Loja           |
| Los Ríos   | 1   | - Deportivo Quevedo      |
| Manabí     | 1   | - Liga de Portoviejo     |

| Liga de Portoviejo Audaz Octubrino Calvi Deportivo Quevedo Juvenil Juventus River Plate (Riobamba) Liga de Loja |

### Partidos y resultados
| Fecha 1         | Fecha 1   | Fecha 1            |
| Equipo Local    | Resultado | Equipo Visitante   |
| --------------- | --------- | ------------------ |
| Calvi           | 2 - 1     | Audaz Octubrino    |
| Juvenil         | 2 - 2     | Juventus           |
| Liga de Loja    | 2 - 0     | Liga de Portoviejo |
| River Plate (R) | 2 - 0     | Deportivo Quevedo  |

| Fecha 2            | Fecha 2   | Fecha 2          |
| Equipo Local       | Resultado | Equipo Visitante |
| ------------------ | --------- | ---------------- |
| Deportivo Quevedo  | 2 - 2     | Calvi            |
| Audaz Octubrino    | 1 - 0     | Liga de Loja     |
| Liga de Portoviejo | 1 - 1     | Juvenil          |
| Juventus           | 2 - 0     | River Plate (R)  |

| Fecha 3         | Fecha 3   | Fecha 3            |
| Equipo Local    | Resultado | Equipo Visitante   |
| --------------- | --------- | ------------------ |
| Calvi           | 0 - 0     | Liga de Portoviejo |
| Audaz Octubrino | 3 - 0     | River Plate (R)    |
| Juvenil         | 1 - 0     | Deportivo Quevedo  |
| Liga de Loja    | 1 - 0     | Juventus           |

| Fecha 4            | Fecha 4   | Fecha 4           |
| Equipo Local       | Resultado | Equipo Visitante  |
| ------------------ | --------- | ----------------- |
| Juventus           | 0 - 1     | Deportivo Quevedo |
| Liga de Portoviejo | 2 - 1     | Audaz Octubrino   |
| Liga de Loja       | 3 - 0     | Calvi             |
| River Plate (R)    | 0 - 1     | Juvenil           |

| Fecha 5           | Fecha 5   | Fecha 5            |
| Equipo Local      | Resultado | Equipo Visitante   |
| ----------------- | --------- | ------------------ |
| Calvi             | 2 - 0     | Juventus           |
| Deportivo Quevedo | 1 - 1     | Liga de Loja       |
| Juvenil           | 1 - 1     | Audaz Octubrino    |
| River Plate (R)   | 2 - 0     | Liga de Portoviejo |

| Fecha 6            | Fecha 6   | Fecha 6           |
| Equipo Local       | Resultado | Equipo Visitante  |
| ------------------ | --------- | ----------------- |
| Calvi              | 3 - 1     | River Plate (R)   |
| Liga de Portoviejo | 2 - 1     | Juventus          |
| Audaz Octubrino    | 3 - 0     | Deportivo Quevedo |
| Liga de Loja       | 1 - 2     | Juvenil           |

| Fecha 7           | Fecha 7   | Fecha 7            |
| Equipo Local      | Resultado | Equipo Visitante   |
| ----------------- | --------- | ------------------ |
| Deportivo Quevedo | 1 - 1     | Liga de Portoviejo |
| Juventus          | 1 - 1     | Audaz Octubrino    |
| Juvenil           | 1 - 0     | Calvi              |
| River Plate (R)   | 0 - 0     | Liga de Loja       |

| Fecha 8            | Fecha 8   | Fecha 8          |
| Equipo Local       | Resultado | Equipo Visitante |
| ------------------ | --------- | ---------------- |
| Deportivo Quevedo  | 2 - 1     | River Plate (R)  |
| Audaz Octubrino    | 1 - 0     | Calvi            |
| Juventus           | 2 - 3     | Juvenil          |
| Liga de Portoviejo | 4 - 1     | Liga de Loja     |

| Fecha 9         | Fecha 9   | Fecha 9            |
| Equipo Local    | Resultado | Equipo Visitante   |
| --------------- | --------- | ------------------ |
| Calvi           | 0 - 0     | Deportivo Quevedo  |
| Juvenil         | 2 - 1     | Liga de Portoviejo |
| Liga de Loja    | 1 - 0     | Audaz Octubrino    |
| River Plate (R) | 4 - 0     | Juventus           |

| Fecha 10           | Fecha 10  | Fecha 10         |
| Equipo Local       | Resultado | Equipo Visitante |
| ------------------ | --------- | ---------------- |
| Deportivo Quevedo  | 2 - 1     | Juvenil          |
| Juventus           | 2 - 2     | Liga de Loja     |
| Liga de Portoviejo | 2 - 1     | Calvi            |
| River Plate (R)    | 3 - 1     | Audaz Octubrino  |

| Fecha 11          | Fecha 11  | Fecha 11           |
| Equipo Local      | Resultado | Equipo Visitante   |
| ----------------- | --------- | ------------------ |
| Calvi             | 2 - 1     | Liga de Loja       |
| Deportivo Quevedo | 1 - 0     | Juventus           |
| Audaz Octubrino   | 1 - 1     | Liga de Portoviejo |
| Juvenil           | 2 - 0     | River Plate (R)    |

| Fecha 12           | Fecha 12  | Fecha 12          |
| Equipo Local       | Resultado | Equipo Visitante  |
| ------------------ | --------- | ----------------- |
| Audaz Octubrino    | 2 - 1     | Juvenil           |
| Juventus           | 0 - 1     | Calvi             |
| Liga de Portoviejo | 5 - 0     | River Plate (R)   |
| Liga de Loja       | 3 - 0     | Deportivo Quevedo |

| Fecha 13          | Fecha 13  | Fecha 13           |
| Equipo Local      | Resultado | Equipo Visitante   |
| ----------------- | --------- | ------------------ |
| Deportivo Quevedo | 2 - 0     | Audaz Octubrino    |
| Juventus          | 3 - 2     | Liga de Portoviejo |
| Juvenil           | 0 - 0     | Liga de Loja       |
| River Plate (R)   | 0 - 0     | Calvi              |

| Fecha 14           | Fecha 14  | Fecha 14          |
| Equipo Local       | Resultado | Equipo Visitante  |
| ------------------ | --------- | ----------------- |
| Calvi              | 3 - 1     | Juvenil           |
| Audaz Octubrino    | 1 - 0     | Juventus          |
| Liga de Portoviejo | 1 - 1     | Deportivo Quevedo |
| Liga de Loja       | 4 - 0     | River Plate (R)   |

### Tabla de posiciones
|  |  |    | Equipo                 | PJ | PG | PE | PP | GF | GC | DG  | PTS |
|  |  | -- | ---------------------- | -- | -- | -- | -- | -- | -- | --- | --- |
|  |  | 1. | Juvenil                | 14 | 7  | 4  | 3  | 18 | 15 | +3  | 18  |
|  |  | 2. | Liga de Loja           | 14 | 6  | 4  | 4  | 17 | 4  | +3  | 16  |
|  |  | 3. | Calvi                  | 14 | 6  | 4  | 4  | 16 | 13 | +3  | 16  |
|  |  | 4. | Liga de Portoviejo     | 14 | 5  | 5  | 4  | 23 | 17 | +6  | 15  |
|  |  | 5. | Audaz Octubrino        | 14 | 6  | 3  | 5  | 17 | 14 | +3  | 15  |
|  |  | 6. | Deportivo Quevedo      | 14 | 5  | 5  | 4  | 13 | 16 | -3  | 15  |
|  |  | 7. | River Plate (Riobamba) | 14 | 4  | 2  | 8  | 13 | 24 | -11 | 10  |
|  |  | 8. | Juventus               | 14 | 1  | 3  | 10 | 11 | 25 | -14 | 5   |

PJ = Partidos jugados; PG = Partidos ganados; PE = Partidos empatados; PP = Partidos perdidos; GF = Goles a favor; GC = Goles en contra; DG = Diferencia de gol; PTS = Puntos
|  | Campeón, ascendió a la Serie A 1991. |

### Campeón
|                                                                 |
| Centro Juvenil Deportivo 1.er título Ascendió a la Serie A 1991 |

## Tabla acumulada
|  |  |    | Equipo                 | PJ | PG | PE | PP | GF | GC | DG  | PTS |
|  |  | -- | ---------------------- | -- | -- | -- | -- | -- | -- | --- | --- |
|  |  | 1. | Liga de Portoviejo     | 28 | 13 | 8  | 7  | 36 | 26 | +10 | 34  |
|  |  | 2. | Juvenil                | 28 | 10 | 9  | 9  | 29 | 38 | -9  | 29  |
|  |  | 3. | Audaz Octubrino        | 28 | 9  | 10 | 9  | 32 | 29 | +3  | 28  |
|  |  | 4. | Liga de Loja           | 28 | 9  | 10 | 9  | 28 | 31 | -3  | 28  |
|  |  | 5. | Calvi                  | 28 | 8  | 11 | 9  | 28 | 28 | 0   | 27  |
|  |  | 6. | Deportivo Quevedo      | 28 | 9  | 9  | 10 | 25 | 32 | -7  | 27  |
|  |  | 7. | River Plate (Riobamba) | 28 | 9  | 5  | 14 | 29 | 43 | -14 | 24  |
|  |  | 8. | Universidad Católica   | 14 | 9  | 3  | 2  | 31 | 7  | +26 | 21  |
|  |  | 9. | Juventus               | 14 | 1  | 3  | 10 | 11 | 25 | -14 | 5   |

PJ = Partidos jugados; PG = Partidos ganados; PE = Partidos empatados; PP = Partidos perdidos; GF = Goles a favor; GC = Goles en contra; DG = Diferencia de gol; PTS = Puntos
|  | Ascendieron a la Serie A como Campeones.  |
|  | Disputaron el Triangular del No Descenso. |

## Triangular del No Descenso
Para definir a los dos equipos que descenderían en un principio se iría a jugar un triangular en el cual lo jugarían Juvenil que como terminó último en la Primera etapa participaría con una penalización de -1 punto, pero al salir campeón de la Segunda etapa, se resolvió que los equipos de Juventus que se ubicó último en la Segunda etapa, Calvi que ocuparía el lugar de Juvenil ya que el cuadro guayaquileño se ubicaría en el penúltimo lugar en la primera etapa y River Plate (Riobamba) que se ubicaría como el equipo con peor puntaje de las dos etapas jugaría el triangular cuyos equipos que terminasen en el 2° y último lugar del mini torneo descenderían a la Segunda Categoría 1991.

### Partidos y resultados
| Fecha 1      | Fecha 1   | Fecha 1          |
| Equipo Local | Resultado | Equipo Visitante |
| ------------ | --------- | ---------------- |
| Juventus     | 1 - 3     | River Plate (R)  |

| Fecha 2         | Fecha 2   | Fecha 2          |
| Equipo Local    | Resultado | Equipo Visitante |
| --------------- | --------- | ---------------- |
| River Plate (R) | 3-1       | Calvi            |

| Fecha 3      | Fecha 3   | Fecha 3          |
| Equipo Local | Resultado | Equipo Visitante |
| ------------ | --------- | ---------------- |
| Calvi        | 1 - 1     | Juventus         |

| Fecha 4         | Fecha 4   | Fecha 4          |
| Equipo Local    | Resultado | Equipo Visitante |
| --------------- | --------- | ---------------- |
| River Plate (R) | 0 - 0     | Juventus         |

| Fecha 5      | Fecha 5   | Fecha 5          |
| Equipo Local | Resultado | Equipo Visitante |
| ------------ | --------- | ---------------- |
| Calvi        | 3 - 1     | River Plate (R)  |

| Fecha 6      | Fecha 6   | Fecha 6          |
| Equipo Local | Resultado | Equipo Visitante |
| ------------ | --------- | ---------------- |
| Juventus     | 1 - 2     | Calvi            |

### Tabla de posiciones
|  |  |    | Equipo                 | PJ | PG | PE | PP | GF | GC | DG | PTS |
|  |  | -- | ---------------------- | -- | -- | -- | -- | -- | -- | -- | --- |
|  |  | 1. | Calvi                  | 4  | 3  | 0  | 1  | 11 | 6  | +5 | 6   |
|  |  | 2. | River Plate (Riobamba) | 4  | 2  | 1  | 1  | 7  | 5  | +2 | 5   |
|  |  | 3. | Juventus               | 4  | 0  | 1  | 3  | 4  | 13 | -9 | 1   |

PJ = Partidos jugados; PG = Partidos ganados; PE = Partidos empatados; PP = Partidos perdidos; GF = Goles a favor; GC = Goles en contra; DG = Diferencia de gol; PTS = Puntos
|  | Descendieron a la Segunda Categoría. |

## Goleador
| Jugador     | Equipo            | Goles |
| ----------- | ----------------- | ----- |
| Paulo César | Deportivo Quevedo | 14    |